# Sante Veronese
Sante of Sanzio Veronese (Venetië, 12 juli 1684 – Padua, 1 februari 1767) was kardinaal-bisschop van Padua in de republiek Venetië.

## Levensloop
Veronese was afkomstig van een patriciërsfamilie in Venetië, hoofdstad van de gelijknamige republiek. Zijn ouders waren Giulio Veronese en Anna Vendramina. Veronese studeerde filosofie en theologie in Rome in de Pauselijke Staat, meer bepaald in het Collegio Nazareno. Nadien behaalde hij het diploma van doctor in beide rechten aan de universiteit van Padua (1709). Datzelfde jaar werd hij tot priester gewijd. 
Veronese bleef verbonden aan het bisdom Padua, waar hij in de jaren 1720 bevorderd werd tot vicaris-generaal. Dit ambt bekleedde hij een dertigtal jaren.
In 1758 werd de bisschop van Padua Carlo della Torre Rezzonico verkozen tot paus Clemens XIII. Vicaris-generaal Veronese volgde hem op op de bisschopstroon van Padua. Clemens XIII bezorgde hem de bevordering tot kardinaal een jaar later (1759). Veronese reisde nooit naar Rome om de kardinaalshoed in ontvangst te nemen. Hij overleed in 1767.

## Werken
Tijdens zijn periode als vicaris-generaal en als bisschop publiceerde Veronese een veertigtal pastorale brieven. Hij schreef in het Italiaans en het Latijn. Postuum werd een essay van hem gepubliceerd; de titel was De necessaria fidelium communione cum apostolica sede ofwel Over het noodzakelijke verbond van gelovigen met de Heilige Stoel (1783).